# Pterocypridina sex
Pterocypridina sex är en kräftdjursart som beskrevs av Louis S. Kornicker 1983. Pterocypridina sex ingår i släktet Pterocypridina och familjen Cypridinidae. Inga underarter finns listade i Catalogue of Life.